# Geodätische Kompaktifizierung
Im mathematischen Gebiet der Differentialgeometrie ist die geodätische Kompaktifizierung oder geometrische Kompaktifizierung eine Kompaktifizierung hyperbolischer Räume oder allgemein nichtpositiv gekrümmter Räume durch eine Sphäre im Unendlichen.
Diese Kompaktifizierung funktioniert auch für allgemeine Hadamard-Räume, allerdings muss der Rand im Unendlichen dann im Allgemeinen keine Sphäre sein. Aufgrund der Konstruktion der Randpunkte als (im Unendlichen liegende) Endpunkte von Geodäten wird dieser Rand im Unendlichen auch als sichtbarer Rand bzw. (falls es sich um eine Sphäre handelt) als sichtbare Sphäre (engl.: visibility sphere) bezeichnet.
Dieser Artikel behandelt den Rand im Unendlichen negativ gekrümmter, einfach zusammenhängender, Riemannscher Mannigfaltigkeiten. Die Definition lässt sich auch auf Gromov-hyperbolische Räume und insbesondere auf hyperbolische Gruppen übertragen, siehe Gromov-hyperbolischer Raum#Gromov-Rand und Hyperbolische Gruppe#Rand im Unendlichen.

## Definition
Es sei {\displaystyle X} eine einfach zusammenhängende Riemannsche Mannigfaltigkeit nichtpositiver Schnittkrümmung (oder allgemeiner ein Hadamard-Raum).
Wir definieren zwei geodätische Strahlen {\displaystyle \gamma _{1},\gamma _{2}\colon \left[0,\infty \right[\to X} als äquivalent, wenn
{\displaystyle \limsup _{t\to \infty }d(\gamma _{1}(t),\gamma _{2}(t))<\infty }
gilt. Wir bezeichnen die Menge der Äquivalenzklassen mit {\displaystyle \partial _{\infty }X}, eine andere gebräuchliche Bezeichnung ist {\displaystyle X(\infty )}. Man sagt eine Geodäte {\displaystyle \gamma \colon \mathbb {R} \to X} ist zu einem Punkt {\displaystyle p\in \partial _{\infty }X} asymptotisch, wenn {\displaystyle \gamma \mid _{\left[0,\infty \right[}} zur Äquivalenzklasse {\displaystyle p} gehört.
Für Mannigfaltigkeiten nichtpositiver Schnittkrümmung gibt es eine Bijektion zwischen der Einheitssphäre in {\displaystyle T_{x}X} (für ein beliebiges {\displaystyle x\in X}) und {\displaystyle \partial _{\infty }X}, weshalb der geodätische Rand auch als „Sphäre im Unendlichen“ oder „sichtbare Sphäre“ (engl.: „visibility sphere“) bezeichnet wird. Für beliebige Hadamard-Räume (die keine Mannigfaltigkeit sind) muss {\displaystyle \partial _{\infty }X} keine Sphäre sein.
Die geodätische Kompaktifizierung von {\displaystyle X} ist die Vereinigung {\displaystyle X\cup \partial _{\infty }X} mit der im folgenden Abschnitt definierten Topologie.

## Topologie
Die Topologie auf der Kompaktifizierung {\displaystyle X\cup \partial _{\infty }X} wird durch die folgenden Bedingungen definiert.
Eine Folge {\displaystyle x_{n}\in X} konvergiert genau dann gegen einen von einem geodätischen Strahl {\displaystyle \gamma } repräsentierten Punkt {\displaystyle \left[\gamma \right]\in \partial _{\infty }X}, wenn die Folge der Geodäten {\displaystyle \gamma _{n}} von einem (fest gewählten) Basispunkt {\displaystyle x_{0}} nach {\displaystyle x_{n}} gegen eine Geodäte in der Äquivalenzklasse {\displaystyle \left[\gamma \right]} konvergiert.
Eine Umgebungsbasis von {\displaystyle \left[\gamma \right]} ist gegeben durch die Familie der abgebrochenen Kegel {\displaystyle C(\gamma ,\epsilon _{j},t_{j})} mit {\displaystyle \epsilon _{j}\to 0,t_{j}\to \infty }. Hierbei ist der „Kegel“ {\displaystyle C(\gamma ,\epsilon _{j})} die Menge derjenigen Punkte {\displaystyle x}, für die der Winkel zwischen {\displaystyle \gamma } und der durch den Basispunkt {\displaystyle x_{0}} und {\displaystyle x} verlaufenden Geodäte kleiner als {\displaystyle \epsilon _{j}} ist und der „abgebrochene Kegel“
{\displaystyle C(\gamma ,\epsilon _{j},t_{j})=C(\gamma ,\epsilon _{j})\setminus B(\gamma (0),t_{j})}.
Die von dieser Umgebungsbasis erzeugte Topologie wird als Kegel-Topologie bezeichnet.
Isometrien (und allgemeiner Quasi-Isometrien) von {\displaystyle X} wirken stetig auf der Kompaktifizierung {\displaystyle X\cup \partial _{\infty }X}.

## Tits-Metrik
Der Winkel-Abstand ist eine Metrik auf {\displaystyle \partial _{\infty }X}, die im Fall euklidischer Räume die Standardmetrik der Sphäre, im Fall negativ gekrümmter Räume aber eine diskrete Metrik (je zwei Punkte haben Abstand {\displaystyle \pi }) gibt.
Die von dieser Metrik erzeugte Topologie stimmt (außer für den flachen {\displaystyle \mathbb {R} ^{n}}) nicht mit der Kegeltopologie überein.
Der Winkel-Abstand (engl.: angle metric) zweier von geodätischen Strahlen {\displaystyle \gamma _{1},\gamma _{2}} mit {\displaystyle \gamma _{1}(0)=\gamma _{2}(0)=x_{0}} repräsentierten Punkte {\displaystyle \left[\gamma _{1}\right],\left[\gamma _{2}\right]\in \partial _{\infty }X} ist definiert als
{\displaystyle d_{<}(\left[\gamma _{1}\right],\left[\gamma _{2}\right])=\lim _{t\to \infty }\angle _{x}(\gamma _{1}(t),\gamma _{2}(t))}.
(Falls {\displaystyle X} keine Riemannsche Mannigfaltigkeit, sondern nur ein Hadamard-Raum ist, handelt es sich bei dem Winkel um den Winkel im jeweiligen Vergleichs-Dreieck.)
Insbesondere gilt {\displaystyle d_{<}(\left[\gamma _{1}\right],\left[\gamma _{2}\right])=\pi } genau dann, wenn es eine Geodäte gibt, die für {\displaystyle t\to \pm \infty } zu {\displaystyle \left[\gamma _{1}\right]} bzw. {\displaystyle \left[\gamma _{2}\right]} asymptotisch ist.
Die Tits-Metrik {\displaystyle d_{T}} ist die zum Winkel-Abstand assoziierte innere Metrik.
{\displaystyle (\partial _{\infty }X,d_{T})} ist ein CAT(1)-Raum.

## Tits-Gebäude
Es sei {\displaystyle X=G/K} ein symmetrischer Raum von nichtkompaktem Typ.
Wir betrachten die Wirkung der Isometriegruppe {\displaystyle G=Isom(X)} auf {\displaystyle \partial _{\infty }X}. Der Stabilisator jeden Punktes ist eine parabolische Untergruppe von {\displaystyle G}, umgekehrt kommt jede parabolische Untergruppe von {\displaystyle G} als Stabilisator eines Punktes in {\displaystyle \partial _{\infty }X} vor.
Für eine echte parabolische Untergruppe {\displaystyle P\subset G} sei {\displaystyle \Sigma _{P}} die Menge aller von {\displaystyle P} festgelassenen Punkte in {\displaystyle \partial _{\infty }X}. Man kann zeigen, dass {\displaystyle \Sigma _{P}} ein Simplex und dass das Innere dieses Simplexes die Menge der Punkte mit Stabilisator gleich {\displaystyle P} ist. Die Zerlegung als Simplizialkomplex
{\displaystyle \partial _{\infty }X=\bigcup _{P\ parabolische\ echte\ Untergruppe}\Sigma _{P}}
gibt {\displaystyle \partial _{\infty }X} die Struktur eines sphärischen Tits-Gebäudes. Die Apartments des Tits-Gebäudes entsprechen den Rändern {\displaystyle \partial _{\infty }F} maximaler Flachs {\displaystyle F}.